# Diga di Çoğun
La diga di Çoğun è una diga della Turchia. Si trova nella provincia di Kırşehir. Il fiume Kızılözü attraversa Kırşehir e si getta nel fiume Kızılırmak.